# Alfred Spuhler
Alfred Hans Peter Spuhler (* 13. Dezember 1940 in München; † 7. Februar 2021) war ein deutscher Soldat und Doppelagent. Von 1968 bis 1989 war er offiziell für den Bundesnachrichtendienst (BND) und verdeckt von 1971 bis 1988 für die Hauptverwaltung Aufklärung (HVA) des Ministeriums für Staatssicherheit (MfS) der Deutschen Demokratischen Republik (DDR) tätig. Neben Gabriele Gast war er einer von zwei Objektquellen, die das MfS im BND führen konnte.

## Leben

### Ausbildung und Bundeswehr
Spuhlers Vater, der ebenfalls Alfred hieß, war Kraftfahrer, seine Mutter Berta Hausfrau. Während des Zweiten Weltkriegs wurde die Familie zweimal ausgebombt. Von September 1946 bis Sommer 1954 besuchte er die Volksschule. Er absolvierte erfolgreich eine Lehre zum Kfz-Mechaniker in München, bevor er am 16. September 1958 Soldat der Bundeswehr im Dienstverhältnis eines Soldaten auf Zeit wurde. Er absolvierte bis zum 7. Januar 1959 die Grundausbildung im Luftwaffenausbildungsregiment 1 in der Marseille-Kaserne in Appen bei Hamburg. Danach wurde er zum Jagdbombergeschwader 34 auf dem Fliegerhorst Fliegerhorst Memmingerberg versetzt und im Bereich Nachschub eingesetzt. Am 19. Oktober 1962 heiratete er Ingrid M. Mit ihr hatte er zwei Kinder, die 1967 und 1972 geboren wurden. Sein Vater starb 1962/63. Er nahm an einem Unteroffizieranwärter- sowie an einem Nachschublehrgang teil und wurde zum Unteroffizier befördert. Ab 1. November 1960 war er Ausbilder im Luftlandepionierbataillon 9 in der Dragoner-Kaserne in Bruchsal, das 1963 nach Speyer in die Kurpfalz-Kaserne verlegt und später in Pionierbataillon 12 umbenannt wurde. In dieser Zeit besuchte er Bundeswehrfachschulen, belegte einen Lehrgang für Minenkampf, absolvierte die Fallschirmsprungausbildung, den Einzelkämpferlehrgang, Fallschirmspringer-Absetzlehrgänge für die Fluggeräte Nord Noratlas und H-34 und den Feldwebellehrgang. Im Herbst 1961 wurde er zum Stabsunteroffizier und 1965 zum Feldwebel befördert. Im Oktober 1965 wurde er auf eigenen Wunsch in die Fernspähkompanie 300 nach Fritzlar in die Georg-Friedrich-Kaserne versetzt, die 1967 in die Aartal-Kaserne nach Herborn-Seelbach verlegt wurde. In dieser Verwendung erlitt er bei einem Manöver eine Wehrdienstbeschädigung und verlor das linke Auge, setzte seine Ausbildung zum Fernspäher aber zunächst fort. Dann erklärte er sich jedoch bereit, Sicherheitsunteroffizier und Mobilmachungsbearbeiter in der Kompanie zu werden. 1967/68 wurde er zum Oberfeldwebel befördert. Im Rahmen seiner Entscheidung, Berufssoldat zu werden, bewarb er sich beim BND.

### Bundesnachrichtendienst
Am 1. Oktober 1968 wurde er aus dem Geschäftsbereich des Bundesministeriums der Verteidigung zum BND versetzt und erhielt den Dienstnamen Alfred Pergau. Zunächst war er in der Abteilung II (Technischen Aufklärung) tätig. Ca. 1969 wurde er zum Hauptfeldwebel ernannt. 1970 war er für etwa zwei bis drei Wochen an einer Außenstelle in Spanien und ab Mitte 1971 für ein Jahr in der Abteilung III (Auswertung) in der Unterabteilung 33 (Militärische Auswertung), wo er mit der Auswertung von DDR-Infrastruktur befasst war. Ca. 1971 erfolgte die Ernennung zum Leutnant in der Laufbahn der Offiziere des militärfachlichen Dienstes. Von Mitte 1972 bis Mitte 1980 war er in der Abteilung II Sachbearbeiter beim Verbindungsoffizier zur Bundeswehr und dessen Vertreter. Dort hatte er Zugang zu Informationen über Standorte, Ausrüstung, technische Möglichkeiten, Ziele und Ergebnisse der technischen Aufklärung des BND, der Bundeswehr und zum Teil von ausländischen Nachrichtendiensten. 1973 wurde er zum Oberleutnant befördert. 1974 verstarb seine Mutter. 1980 wurde er zum Hauptmann ernannt und wechselte er auf eigenen Wunsch in die Abteilung I (Operative Aufklärung), Unterabteilung 2, Sachgebiet AB, wo er bis zu seiner Verhaftung am 24. November 1989 verblieb. Seine Zuständigkeit umfasste die Landstreitkräfte, später auch Militärpolitik, des Warschauer Paktes ohne DDR, aber auch von Albanien und Jugoslawien. Er hatte die Eingangsmeldungen auf Wahrheitsgehalt, Aktualität und Glaubwürdigkeit zu prüfen, vorläufig zu bewerten und die Quellenhintergründe zu neutralisieren. Dort hatte er Zugang zu fast allen Quellenunterlagen, allen Meldungsbewertungen sowie zur Ausgangsberichterstattung der Auswertung.
Spuhler machte sich überall beliebt und unverzichtbar. Seine dienstlichen Leistungen waren überdurchschnittlich.

### Spionage für die DDR
1971 nahm Spuhler aus politisch-ideologischen Beweggründen über einen Funktionär der Deutschen Kommunistischen Partei (DKP) Verbindung zum MfS auf, um seine Mitarbeit anzubieten und mitzuhelfen, die militärische Machtbalance zwischen den Blöcken herzustellen. Ab seiner Schulung zum und Tätigkeit als Sicherheitsoffizier in der Fernspähkompanie 300 hatte er Kenntnisse über die Streitkräfte des Warschauer Paktes. Im Laufe der Zeit, so gab er es zumindest im Rahmen seines späteren Strafverfahrens an, kam er zu der Überzeugung, die vom Westen proklamierte eigene Unterlegenheit bestehe nicht. Vielmehr sei der Warschauer Pakt aufgrund des Technologievorsprungs der NATO deutlich unterlegen. Die westliche Informationspolitik sah er als bewusst falsch an. Schließlich führte er auch die Erfahrungen der zweifachen Ausbombung in München an, weshalb er eine „friedenserhaltende militärische Balance“ herstellen wollte. Fraglich ist, ob dies seiner wahren Überzeugung entsprach oder Schutzbehauptung im Rahmen seiner Verteidigungsstrategie war. Spuhler sah einen unheilvollen Einfluss der Rüstungsindustrie auf die Militärpolitik des Westens. Er begann, zunehmend mit sozialistischem Gedankengut zu sympathisieren.
Im Spätherbst 1971 fand ein erster, zweitägiger Treff mit der HVA in Ost-Berlin statt. Gesprächsführer war Werner Reckling; später kam Harry Schütt hinzu, Abteilungsleiter IV der HVA. Spuhler versprach, seinen 12 Jahre älteren Bruder Ludwig Spuhler (* 8. Oktober 1928) zu einer Mitarbeit zu bewegen. Dieser erklärte sich nach Alfreds Rückkehr zu einer Zusammenarbeit bereit, ebenfalls aus politisch-ideologischen Beweggründen. Er war gelernter Feinmechaniker und ab 1961 im Max-Planck-Institut für Plasmaphysik in Garching als technischer Angestellter in der Lagerverwaltung tätig. Er wohnte in Grünwald bei München.
Im Frühjahr 1972 fand in Ost-Berlin ein weiterer Treff von Alfred und Ludwig Spuhler mit Werner Reckling und Harry Schütt statt. Dort wurde die Zusammenarbeit per Handschlag besiegelt. Eine schriftliche Verpflichtungserklärung wurde nicht unterschrieben. Alfred wählte sich den Decknamen Peter, Ludwig Florian. Alfreds Registriernummer war XV 96/72. Er sollte Informationen aus dem BND beschaffen, während Ludwig sich um die Weiterleitung an die HVA als Kurier kümmern sollte, weil dies für Alfred aufgrund seiner BND-Tätigkeit zu gefährlich war. Anfangs war die Abteilung IV für die Brüder Spuhler zuständig, dessen Leiter Schütt war. Am 24. Februar 1972 wurde Alfred Spuhler erstmalig für diese Abteilung als Objektquelle erfasst. Als Schütt 1977 Abteilungsleiter IX (Gegenspionage) wurde, nahm er die Zuständigkeit für die Spuhlers mit. Ab dem 18. Juli 1977 waren die Brüder für diese Abteilung erfasst. Als Verbindungsmann fungierte der hauptamtliche Mitarbeiter des MfS und Offizier im besonderen Einsatz Günter Böttger, der Ludwig im September 1972 vorgestellt wurde. Böttger verrichtet seine Tätigkeit zunächst aus Wien, ab Spätsommer 1976 aus Sicherheitsgründen von Ost-Berlin. Ludwig und Böttger trafen sich anfangs alle sechs Wochen, ab etwa 1975 circa vierteljährlich, meist über ein ganzes Wochenende. Trefforte waren überwiegend Österreich, aber auch Dresden, Italien, Jugoslawien, Ungarn, Griechenland und Zypern. Schütt nahm an etwa 10 Treffs mit den Brüdern teil, darunter in Klagenfurt/Villach, Bled/Ljubljana und Zagreb. Beide wurden mit drei Kampforden „Für Verdienste um Volk und Vaterland“ ausgezeichnet. Alfred erhielt von Schütt den Vaterländischen Verdienstorden in Bronze. Der Leiter der HVA, Markus Wolf, traf sich 1984 persönlich mit Alfred in Dresden, 1985 mit Ludwig im Raum Ost-Berlin und nahm sich jeweils fast einen ganzen Tag Zeit. Alfred, der von der HVA als hauptamtlicher Mitarbeiter und Offizier im besonderen Einsatz geführt wurde, beförderte er bei dieser Gelegenheit zum Major. Im Frühjahr 1987 erhielt Alfred von Werner Großmann, Wolfs Nachfolger, in Budapest den Vaterländischen Verdienstorden in Gold. Der Treff fand in einem Gästehaus des ungarischen Geheimdienstes statt. Alfred und Ludwig waren mit DDR-Diplomatenpässen angereist. Zum Ende seiner Spionagetätigkeit hatte Alfred den DDR-Dienstgrad eines Oberstleutnants erreicht.
Ludwig erhielt das Material von Alfred im Original oder Fotokopie. Alfred transportierte es anfangs mit einer Sporttasche mit doppeltem Boden aus dem BND. Ludwig fotografierte oder filmte es mit einer Kleinbild- (Minox), einer Mikratkamera oder Super-8-Filmkamera zu Hause oder in seinem Ferienhaus in Thiersee in Österreich ab. Alfred brachte die Originale später zurück. Fotokopien verbrannte Ludwig, später vernichtete er sie in einem Aktenvernichter. Als Container dienten unter anderem eine Spraydose und ein Feuerzeug.
Die ersten zwei Jahre wurde das Verratsmaterial bei Treffs als Fotokopie oder Original übergeben. Danach erfolgte die Übergabe etwa alle sechs bis sieben Wochen über Tote Briefkästen. Ab etwa Herbst 1976 wurden etwa sieben bis achtmal im Jahr rollende Tote Briefkästen genutzt: Ludwig deponierte das Verratsmaterial in markierten Schlafwagenabteilen im Nachtzug Wien–Ost-Berlin und ab Anfang der 1980er Jahre, letztmalig im Oktober 1988, auf Zugtoiletten des Interzonenzuges der Strecke München–Berlin. Der Agentenlohn und nachrichtendienstliche Hilfsmittel wurden ebenfalls über rollende Tote Briefkästen in Gegenrichtung übermittelt.
Ludwig verfügte auch über mehrere Telefonnummern, über die er seine Führungsstelle erreichen konnte. Umgekehrt hielt die HVA über A-3-Funk Verbindung. Nach der Enttarnung von Günter Guillaume 1974 und dem Überlaufen von Werner Stiller 1979 wurde die Verbindung sicherheitshalber für jeweils einige Monate eingestellt.
Alfred machte im BND Vorschläge, wie man Verschlusssachen bei Eilbedürftigkeit schneller erhält und wie man Vorgänge zur jederzeitigen Zugänglichkeit konzentriert. Diese Anregungen dienten nicht zuletzt dazu, seinen Zugriff auf dienstliches Schriftgut und damit potentielles Verratsmaterial zu erhöhen.
Erster Führungsoffizier der Brüder wurde am 24. Februar 1972 Hans Krüger. Am 23. Juli 1974 wechselte die Zuständigkeit zu Manfred Fleischhauer. Vom 18. Juli 1977 bis zum 25. bzw. 29. April 1985 war Schütt offizieller Führungsoffizier von Ludwig und Alfred Spuhler, danach Siegfried Schlegel, wie sich aus SIRA-Datenbank des MfS ergab.
Alfred erhielt mindestens 200.000 DM von der HVA. Die Anklage sprach von mindestens 330.000 DM reinem Agentenlohn zuzüglich Erstattung sämtlicher Auslagen. Sein anfängliches Fixum steigerte sich von 500 auf 2.500 DM. Er erhielt Sonderzahlungen von mindestens 20.000 DM, einen Umzugskostenzuschuss von 5.000 DM, Zuschüsse für die Anschaffung von Pkws in Höhe von zweimal 10.000 DM und Urlaubszuschüsse von zweimal 5.000 DM. Für die ihm verliehenen Orden erhielt er Prämien (Kampforden je 2.000 DM, Vaterländischer Verdienstorden in Bronze, Silber und Gold 3.000 DM, 6.000 DM bzw. 10.000 DM). Die HVA beteiligte sich auch an Alfreds Scheidungskosten mit 10.000 DM. Ab dem 1. Juni 1984 lebte Alfred von seiner Frau Ingrid getrennt. Die Scheidung erfolgte am 10. Dezember 1989. Ab Juni 1989 lebte er mit Hannelore K. in nichtehelicher Lebensgemeinschaft zusammen.

### Verratsumfang
Zum Verratsmaterial gehörten Informationen über die organisatorische und personelle Struktur des BND, aus denen deren Funktionen und Aufgaben hervorgingen, Klarnamen der BND-Mitarbeiter, Arbeitsweisen, Sicherheitsvorkehrungen und -vorschriften, Verbindungen zu ausländischen Nachrichtendiensten, zur Bundeswehr, über Aufklärungsziele, -schwerpunkte und -ergebnisse des BND. Spuhler verriet alle militärischen Quellen des BND im Warschauer Pakt einschließlich Albanien und Jugoslawien, insgesamt über 300. Die DDR-Quellen, für die er nicht zuständig war, hatte er durch einen Zufall zu Gesicht bekommen und ebenfalls verraten. Durch Spuhlers Informationen konnten etwa 100 nachrichtendienstliche Verbindungen des BND enttarnt werden, zumeist Bundesbürger oder Westeuropäer, die dem BND über ihre Reisen nach Osteuropa berichteten.
80 Prozent seines Verratsmaterials war mindestens als Verschlusssache mit dem Geheimhaltungsgrad GEHEIM eingestuft, oft mit einem zusätzlichen Schutzwort für Informationen aus der Fernmelde- und Elektronischen Aufklärung (FmEloKa).
Aus seiner Tätigkeit in der für technische Beschaffung zuständigen Abteilung II konnte er über zehn Jahre Details über die damals im Aufbau befindliche Zusammenarbeit des BND mit der Bundeswehr und ausländischen Nachrichtendiensten aus der FmEloKa verraten. Er lieferte technische Daten und Parameter, wodurch er einen wichtigen Beitrag zum Aufbau der späteren Hauptabteilung III (Funkaufklärung und Funkabwehr) des MfS beigetragen hat.
Ab 1974 lieferte Spuhler sämtliche Wochen- und Jahresberichte Militärischer Lagebericht Ost, in dem der Wissensstand einschließlich Bewertungen des BND über den Warschauer Pakt, Albanien, Jugoslawien, aber auch Afghanistan, China, Nordkorea und Indochina zusammengefasst wurde. Der Umfang des Jahresberichts betrug bis zu 591 Seiten Textband und 393 Seiten Anlagen mit weiteren Faltkarten. Zudem beschaffte er eine BND-Studie Die militärische Bedeutung der DDR im Warschauer Pakt vom 13. Januar 1986, in der auch Fähigkeitslücken der NVA sowie Standorte von Kernwaffen und Sondermunitionslagern beschrieben waren.
Informationen mit militärischem, militärtechnischen oder militärpolitischen Inhalt wurden innerhalb der HVA nach Neutralisierung, um die Identität der Quelle zu schützen, an die Abteilung VII (Auswertung und Information) weitergeleitet. Dennoch war wegen der Bedeutung der Quelle auf persönliche Anweisung von Markus Wolf nur ein einziger Auswerter mit der Aufarbeitung beauftragt. Aufgrund des enormen Umfangs des Verratsmaterials mussten ab 1980 aber zusätzliche Auswerter hinzugezogen werden. Spuhler wurde auch aufgefordert, Prioritäten bei der Materialauswahl zu setzen. Das Verratsmaterial konnte aufgrund der Menge nicht zeitgerecht bearbeitet werden. Auswerteergebnisse wurden auch an den KGB weitergegeben, teilweise auch Originalmaterial. So erhielt die KGB-Führung den Jahresbericht 1976 anlässlich des 60. Jahrestages der Oktoberrevolution als „Geschenk“ überreicht.
Die Hauptverwaltung A registrierte von Spuhler insgesamt 1140 Informationseingänge, von denen sie 451 mit der Höchstnote I („sehr wertvoll“) bewertete. Allein während seiner fünf Jahre, in der er von der Abteilung IV geführt wurde, lieferte er 457 Informationen, also im Durchschnitt monatlich acht.

### Ende der Spionagetätigkeit
Am 24. November 1988 wurde der ehemalige MfS-Mitarbeiter Stümer in der DDR verhaftet, der sich in den Westen absetzen wollte. Er hatte ein Filmnegativ im Herbst 1988 an den Verfassungsschutz Berlin übergeben. Das Negativ zeigte das Deckblatt der BND-Studie Die militärische Bedeutung der DDR im Warschauer Pakt vom 13. Januar 1986. Dieses hatte Spuhler beschafft. Die HVA beendete daraufhin aus Sicherheitsgründen die nachrichtendienstliche Zusammenarbeit. Die Vorsichtsmaßnahme erwies sich als gerechtfertigt, denn durch Spuhlers Paraphe auf dem Deckblatt wurde er bereits als Verratsverdacht geführt.
Doch gerade die Verbindungsaufnahme, indem die Spuhlers gewarnt und aufgefordert werden sollten, „bestimmte“ Aktivitäten zunächst einzustellen, einen Tag nach der Verhaftung von Stümer führte letztlich zur Enttarnung. Der westdeutschen Spionageabwehr fiel ein Gespräch im Rahmen einer G-10-Maßnahme auf. Die Gruppe Fernmeldewesen im Bundesgrenzschutz führte im Auftrag des Bundesamtes für Verfassungsschutz (BfV) Funküberwachung an der innerdeutschen Grenze durch. Es war bekannt, dass die DDR-Geheimdienste sich von der DDR aus in den öffentlichen mobilen Landfunkdienst im B-Netz einwählen konnten und es unter anderem für die Kontakte zwischen Führungsoffizier und Quellen nutzten. Bei dem Gespräch wurde eine Durchwahl im Max-Planck-Institut für Plasmaphysik in Garching angewählt. Die Durchwahl konnte auf Ludwig zurückgeführt werden. Der verklausulierte Gesprächsinhalt bewertete die Gruppe Fernmeldewesen zutreffend als nachrichtendienstliche Kommunikation zwischen einem Führungsoffizier und einer Quelle und meldete dies an das BfV. Dabei wurde eine verabredete Reiseroute verschleiert und auffällig oft das Wort Bergverein eingestreut. Schließlich verabredeten sich beide Gesprächsteilnehmer, sich „da oben“ zu treffen. Möglicherweise bezog sich dies auf einen Treff in Wörgl, den Ludwig wenige Tage später durchführte. Weitere Ermittlungen erhärteten schließlich den Verdacht gegen die Brüder.
Im Sommer 1989 erhielt Alfred zufällig Kenntnis von einem Verdacht gegen ihn und dass die Behörden der Frage nachgingen, ob er Post aus der DDR erhalte oder erhalten hatte. Er reiste nach vorheriger Verabredung mit seinem Führungsoffizier vom 15. bis 19. September 1989 nach Athen, wo es aber zu keinem Treff kam.
Alfred Spuhler wurde am 24. November 1989 festgenommen und kam in Untersuchungshaft. Der Generalbundesanwalt beim Bundesgerichtshof erhob mit Anklageschrift vom 17. Januar 1991 Klage gegen Alfred und Ludwig vor dem Bayerischen Obersten Landesgericht (Az. 3 StE 1/90-3) wegen gemeinschaftlicher Tatbegehung von Landesverrat, bei Alfred in Tateinheit mit Bestechlichkeit und Verletzung des Dienstgeheimnisses. Am 11. März 1991 erging der Eröffnungsbeschluss zur Hauptverhandlung vor dem 3. Strafsenat, mit dem die Klage zugelassen wurde (Az. 3 St 1/91 a, b) Der Strafsenat verurteilte Alfred am 15. November 1991 wegen Landesverrats in besonders schwerem Fall zu einer Freiheitsstrafe von zehn Jahren. Bis Ende 1994 war Spuhler in Strafhaft, zuletzt im offenen Vollzug. Außerdem musste er die Verfahrenskosten von 134.000 DM tragen und eine Verfallstrafe von 60.000 DM zahlen. Der mitangeklagte Ludwig wurde zu fünf Jahren und sechs Monaten Freiheitsstrafe verurteilt. Die Führungsoffiziere Harry Schütt und Günter Böttger erhielten zwei Jahre Haft auf Bewährung bzw. ein Jahr und zwei Monate auf Bewährung. Ludwig wurde nach Verbüßung der Halbstrafe am 28. August 1992 auf Bewährung entlassen.
Alfred Spuhler starb am 7. Februar 2021.

## Auszeichnungen
- Kampforden „Für Verdienste um Volk und Vaterland“ (dreifach)
- Vaterländischer Verdienstorden (Bronze, Silber und Gold)

## Schriften
- Ein Brief an die Familie und die Freunde. In: Klaus Eichner, Gotthold Schramm (Hrsg.): Top-Spione im Westen: Spitzenquellen der DDR-Aufklärung erinnern sich. Überarbeitete Neuauflage Auflage. Das neue Berlin (Eulenspiegel-Verlagsgruppe), Berlin 2016, ISBN 978-3-360-01310-1, S. 132–148 (Ludwig Spuhler: Peter und Florian – das Top-Team (S. 149–154)).